# Мартін Фресе
Мартін Фресе (дан. Martin Frese, нар. 4 січня 1998, Редовре, Данія) — данський футболіст, фланговий захисник італійського клубу «Верона».

## Ігрова кар'єра
Мартін Фресе є вихованцем футбольної академії клубу «Норшелланн», де з 2013 року починав грати у молодіжній команді. У травні 2017 року Фресе зіграв свій перший матч в основі у турнірі данської Суперліги. Та через травму коліна був змушений пропустити майже рік. У липні 2018 року футболіст продовжив контракт із клубом до 2021 року.
Згодом контракт гравця з клубом був ще продовжений.
У травні 2024 року стало відомо, що Фресе залишить клуб по завершенню сезона. 10 липня 2024 року футболіст перейшов до клубу італійської Серії А «Верона», підписавши контракт на чотири роки.

## Титули
Індивідуальні
- Гравець місяця в чемпіонаті Данії: Серпень 2023,[5] Березень 2024[6]